# WS-Context
A WS-Context egy webszolgáltatás specifikáció, melyet az OASIS (szervezet) nevű szervezet fejlesztett ki. Része a WS-CAF csomagnak. Feladata, hogy lehetőséget biztosítson egy megosztott kontextusra hivatkozni, ami kapcsolódik interakciók egy halmazához a web szolgáltatások között. Ez a kontextus biztosítja az alkalmazás-specifikus futtatási környezetet ezeknek a szolgáltatásoknak, és tipikusan SOAP üzenetek fejlécében található meg. Kontextusok érték vagy referencia alapján továbbítódnak, utóbbi esetben egy Context Manager nevű szolgáltatás segítségével kérhetőek le. Egy kontextus szolgáltatás (Context Service) leírását végzi, ami lehetővé teszi aktivitások menedzselését kezdő és befejező operációk segítségével (amik létrehozzák és megsemmisítik a kontextust).

## A WS-Context életciklusa
1. Az aktivitás megkezdéséhez a szolgáltatás egy új kontextust kér a WS-Context szolgáltatástól a begin üzenettel. A kezdeményező megadhatja a munkamenet időkorlátját, vagy beállíthatja korlátlanra. Az alkalmazás követelményei függvényében a kontextus a szolgáltatás által automatikusan is létrejöhet a fogyasztótól kapott az első üzenet megérkezésekor.
2. A begin akció visszatér egy begun üzenettel és egy kontextussal.
3. Amikor a fogyasztó kapcsolatba lép egy WS-Context-képes szolgáltatással, a kontextus propagálódik a SOAP fejléc blokkban. A fogadó szolgáltatás feladata a kontextus-specifikus állapot kezelése.
4. Az állapotot tartalmazó interakció befejezhető időtúllépéssel, vagy a befejezés iránt irányuló explicit kéréssel.